# Цунами Фло
Емин Хаџајлић, познатији као Цунами Фло (Сарајево, 1994) је босанскохерцеговачки репер.

## Каријера
Током каријере објавио је више синглова, 3 ЕП-а и три студијска албума. Остварио је сарадњу са више репера са простора бивше СФРЈ.
Први сингл под називом 10ер објавио је 2020., а исте године и два ЕП-а под називом ГЕНГ и ГЕНГ II. Године 2022. објавио је ЕП под називом Тарзан, а 2024. Гето варијанте.
Године 2021. објавио је студијски албум Генг 33, а 2023. други студијски албум под називом Цапцарап.
Пореклом је из Црне Горе. 

## Дискографија

### Еп-ови
- ГЕНГ (2020)
- ГЕНГ II (2020)
- Тарзан (2022)
- Гето варијенте (2024)

### Албуми
- Генг 33 (2021)
- Цапцапрап (2023)